# BMW 420
BMW 420 — середньорозмірні автомобілі 4 серії, усі різновиди якої (i, d, i xDrive, d xDrive) з'явилися в 2013 році. Ця модель пропонується з дизельними та бензиновими силовими агрегатами. Виробляється у різних кузовах — хетчбек, кабріолет і купе. Існує три покоління BMW 420:
- BMW F32 - 2013-н.ч.;
- BMW F33 — 2013-н.ч.;
- BMW F36 — 2014-н.ч.

### Опис
У 2015 році автомобіль представлений  у SE, Sport, Modern, Luxury і M Sport комплектаціях. SE-комплектація містить: шкіряну обшивку, багатофункціональне рульове колесо, передні та задні сенсори паркування, полегшуючий управління Servotronic та ксенонові фари. Моделі Sport та Modern додадуть: 18-дюймові литі диски, контрастні стібки обшивки, спортивні сидіння та чорне, глянцеве покриття поверхонь. Модель Luxury постачається з 18-дюймовими дисками, хромованими, декоративними елементами екстер’єру та Business версією інформаційно-розважальної системи. Топова M Sport оздоблена відповідно до М-стилю. 

### Огляд моделі

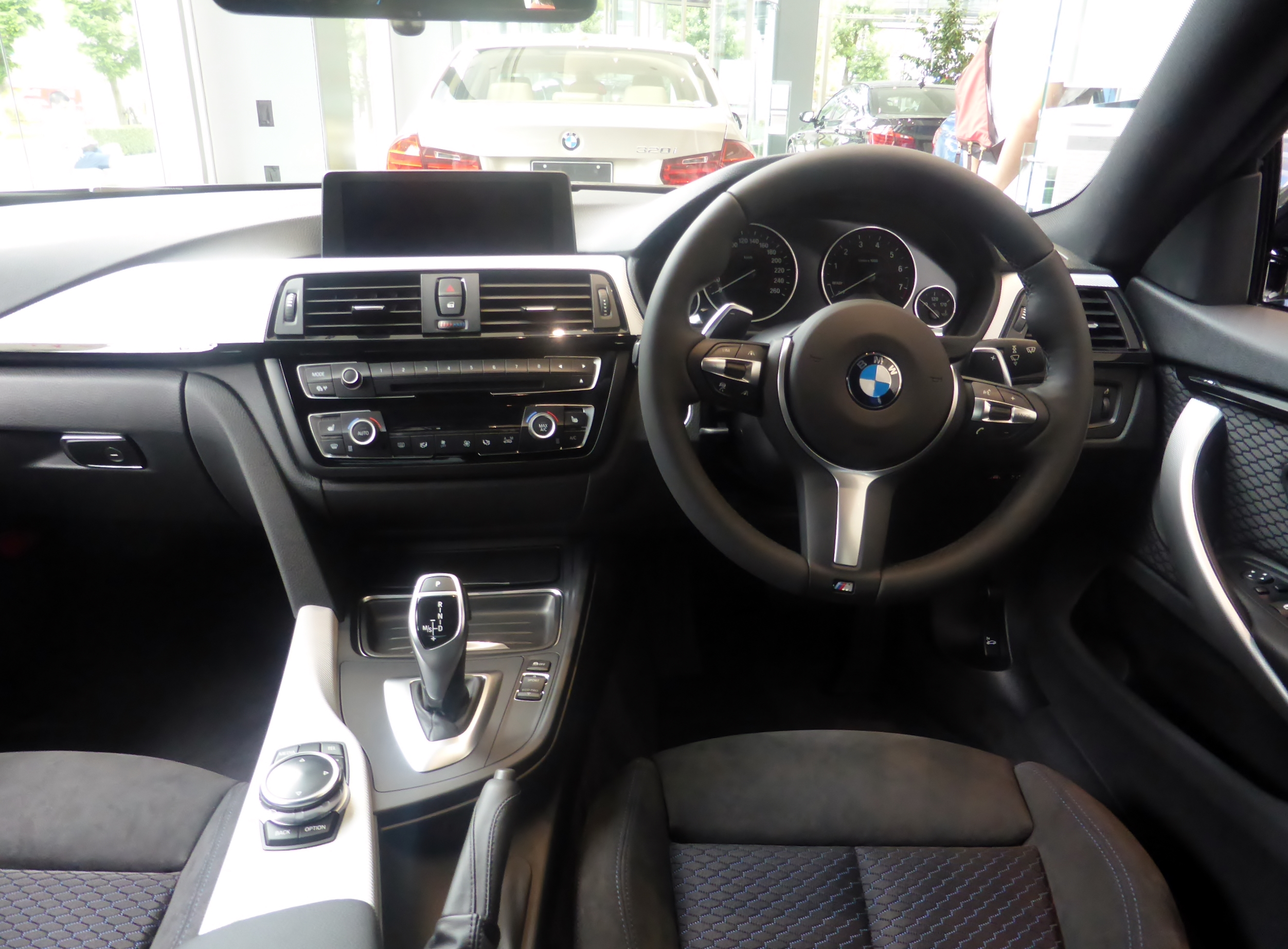
Інтер`єр
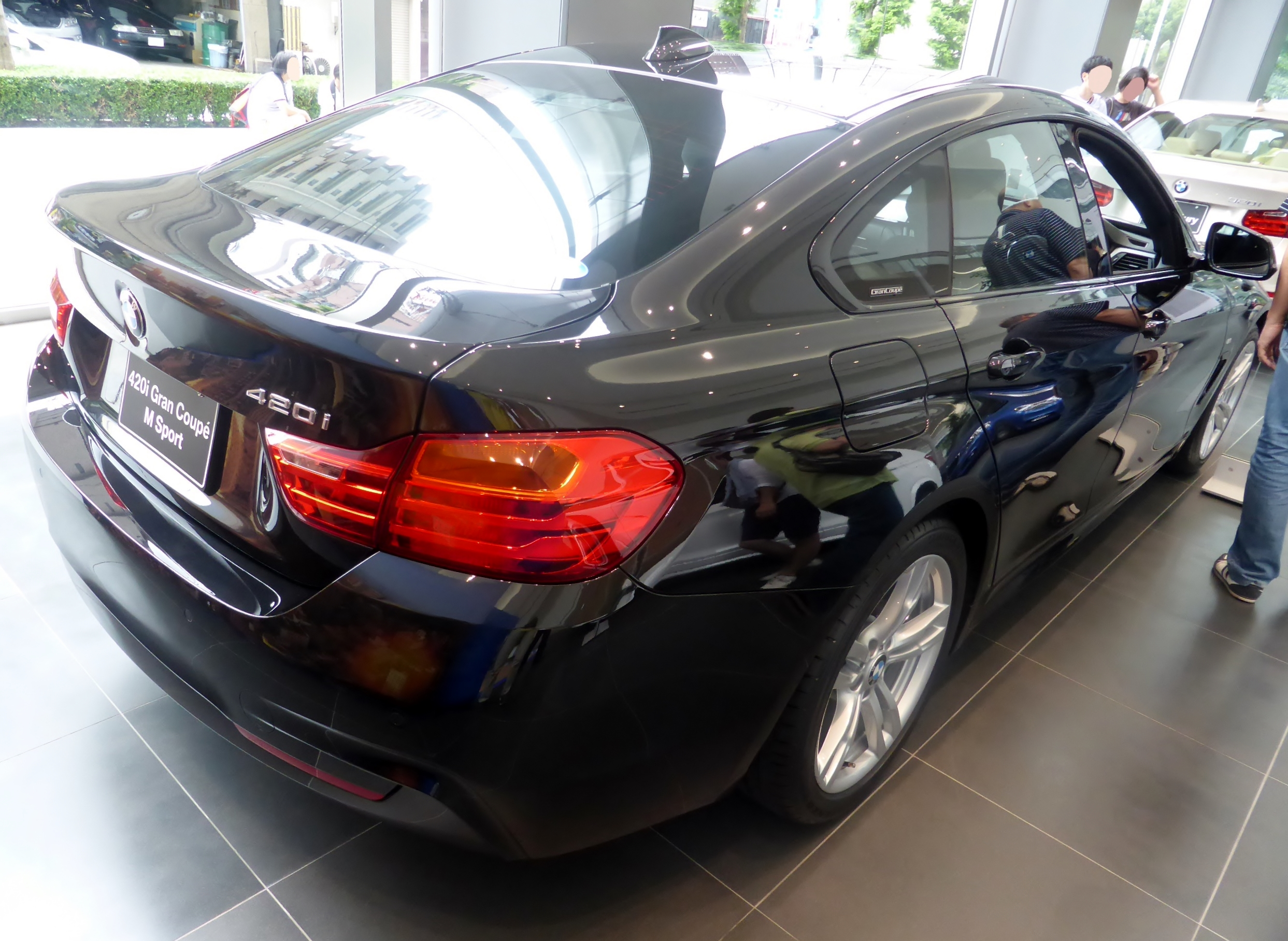
Вид ззаду